# Салихов, Маркис Бикмулович
Маркис Бикмулович Салихов, он же Мир Ходжа Эрели (15 мая 1896 или 28 мая [9 июня] 1896, Тавлино, Зеленодольский район — сентябрь 1958, Стамбул) — советский генерал-майор, коллаборационист в годы Великой Отечественной войны.

## Биография
Маркис Бикмулович Салихов, он же Мир Ходжа Эрели, родился 15 мая (по другим данным, 28 мая) 1896 года в деревне Тавлино в Татарстане, в семье крестьянина.
- 1907 год — окончил медресе, работал в сельском хозяйстве,
- С 1915 по январь 1918 года — служил в царской армии рядовым; затем унтер-офицером.
- В феврале 1918 года вступил в партизанский отряд, который в 1919 году влился в Красную армию.

Салихов участвовал в Гражданской войне:
- в 1919—1920 годах рядовым на Восточном фронте против войск Колчака;
- в 1920—1921 годах — на Южном фронте против различных банд на Украине.
- В 1921 году окончил Полтавскую пехотную школу.
  - Командовал стрелковыми подразделениями.
- В 1925 году окончил Ленинградские курсы усовершенствования командного состава.
- До 1932 года вновь командовал стрелковыми подразделениями;
  - затем окончил Ленинградские бронетанковые курсы.
- 24 декабря 1935 года — полковник.
- Пять лет командовал 173-м стрелковым полком 58-й стрелковой дивизии в городе Смела на Украине.
- С февраля 1937 года — помощник командира 60-й стрелковой дивизии в Киевском военном округе.
- с 4 ноября 1939 года — комбриг
  - С 4 апреля 1940 года — командир 60-й стрелковой дивизии в Киевском военном округе.
- 4 июня 1940 года — Салихову было присвоено звание генерал-майор.
- С началом Великой Отечественной войны был командиром 60-й горнострелковой дивизии, с которой участвовал в приграничном сражении на Южном фронте.
- 29 июля 1941 г. — военным трибуналом Южного фронта заочно осуждён на 10 лет тюремного заключения «с отбытием наказания по окончании войны, снижением воинского звания до полковника и понижением в должности до командира полка» (приказ Южного фронта № 0019 от 20 июля 1941 г.).
- 24 августа 1941 года — попал в плен при выходе из окружения под Днепропетровском.
  - был помещён в лагерь Замостье в Польше,
    - Лагерный номер 7590
    - Лагерь офлаг XI A

  - затем в Хаммельбург в Германии.
- 11 января 1942 г. — приказом Главного управления кадров Наркомата обороны СССР № 370 исключён из списков Красной Армии, как погибший в бою.
  - По другим документам, он числился как без вести пропавший.

Точных сведений о дальнейшей судьбе нет.

Согласно отрывочным сведениям, 
16 июля 1941 года Постановлением  Государственного Комитета Обороны СССР  № ГКО-169сс (00381) вместе с еще 15 генералами был отдан под военный трибунал. Обвинение толком не было сформулировано. В Постановлении, подписанном Председателем ГКО Иосифом Сталиным, пространно и много сказано о развале дисциплины, трусах и паникёрах, и приведены фамилии 16 генералов, подлежащих суду и расстрелу. В этом списке был и Салихов. Вот только исторические документы по делу Салихова  очень противоречивы. (Явная несогласованность между инстанциями).
В кратких документальных упоминаниях о генерале Салихове сказано, что:
...в 1943 году он, предав Родину, пошёл служить в  Русскую Освободительную Армию (РОА) генерала Власова, и воевал против СССР. (Как вариант: работал старшим преподавателем в Варшавской разведшколе, а позже был преподавателем агентурной разведки в Нидерзее.)
В мае 1945 Салихов якобы был задержан советскими военными при попытке бежать в американскую зону в Чехословакии, этапирован в Москву и по приговору Военной коллегии Верховного суда от 1 августа 1946 года лишён воинского звания, лишён всех наград и повешен за измену Родине. (В Центральном архиве Министерства обороны хранится личное дело  Салихова, где содержится информация о второй его казни). И одновременно до 1955 года Салихов числился в розыске как государственный преступник. Предположительно, в розыск Салихова после войны объявили по причине того, что не было уверенности в том, что именно он был задержан в 1945 и казнён.
Книга К. М. Александрова «Офицерский корпус армии генерал-лейтенанта А. А. Власова. 1944—1945», вышедшая в издательстве «Посев» в 2009 году, доносит иную версию событий: Александров утверждает, что:
...Салихов никогда не служил в РОА у Власова, и ещё в 1953 году был жив и здоров, проживал в эмиграции, в Мюнхене под именем Мирходжа Бикмулович Ерели. Оставил мемуары о событиях 1941 года, которые Александров разыскал в Гуверовском архиве Стэнфордского университета.
В книге Александрова приводится краткий очерк генерала Салихова, оригинал которого он нашёл в другом архиве на Западе.
Салихов писал, что в 1941-м его арестовали, обвинили в шпионаже в пользу немцев и  посадили в подвал НКВД города Усмань. «Тройка полевого суда фронта» обвиняла его в «организации поражения Красной Армии», но расстрел был заменен 10-ю годами тюрьмы. «Но сталин успел проявить глупую торопливость: по всей стране был распространен его приказ  — об расстреле 15-ти генералов, изменников Родины… Среди них был и я! (генерал-майор Маркис Бикмулович Салихов)…» — писал Салихов. (Фамилия Сталина так и была написана — с маленькой буквы).
По информации И. А. Гилязова, после окончания войны Салихов жил в Турции, участвовал в политической и культурной жизни татарской эмиграции.
1958 год — скончался.